# Архелия (Антьокия)
Архелия (исп. Argelia) — город и муниципалитет на севере Колумбии, на территории департамента Антьокия. Входит в состав субрегиона Восточная Антьокия.

## История
Поселение, из которого позднее вырос город, было основано 10 марта 1891 года доном Грегорио Гутьерресом Гонсалесом. Муниципалитет Архелия был выделен в отдельную административную единицу в 1960 году.

## Географическое положение

Муниципалитет Архелия

Город расположен в юго-восточной части департамента, в гористой местности Центральной Кордильеры, на расстоянии приблизительно 68 километров к юго-востоку от Медельина, административного центра департамента. Абсолютная высота — 1886 метров над уровнем моря.

Муниципалитет Архелия граничит на севере и западе с муниципалитетом Сонсон, на юге — с муниципалитетом Нариньо, на юго-востоке — с территорией департамента Кальдас. Площадь муниципалитета составляет 254 км².

## Население
По данным Национального административного департамента статистики Колумбии, совокупная численность населения города и муниципалитета в 2012 году составляла 9108 человек.
Динамика численности населения муниципалитета по годам:
| 2005   | 2006 | 2007 | 2008 | 2009 | 2010 | 2011 | 2012 |
| ------ | ---- | ---- | ---- | ---- | ---- | ---- | ---- |
| 10 091 | 9929 | 9789 | 9645 | 9513 | 9382 | 9240 | 9108 |

Согласно данным переписи 2005 года мужчины составляли 50,9 % от населения Архелии, женщины — соответственно 49,1 %. В расовом отношении белые и метисы составляли 99,8 % от населения города; негры, мулаты и райсальцы — 0,2 %.
Уровень грамотности среди всего населения составлял 83,3 %.

## Экономика
Основу экономики Архелии составляет сельскохозяйственное производство.

57,3 % от общего числа городских и муниципальных предприятий составляют предприятия торговой сферы, 33,7 % — предприятия сферы обслуживания, 8,5 % — промышленные предприятия, 0,5 % — предприятия иных отраслей экономики.